# 생피에르 공항

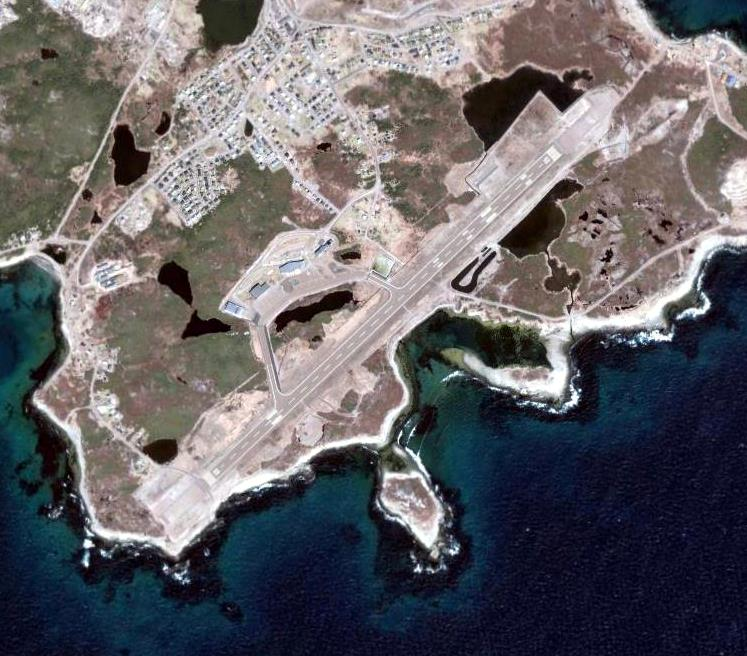

생피에르 공항(Saint-Pierre Airport, 프랑스어: Aéroport de Saint-Pierre, IATA: FSP, ICAO: LFVP)은 프랑스의 생피에르 미클롱 해외 집합체의 생피에르에서 남부로 1.9킬로미터 떨어진 곳에 위치한 지역 공항이다.
1999년 8월 완공되었으며 4개의 건물과 관제 타워 1곳으로 구성되어 있다. 주 터미널 건물은 2층 구조물이다.

## 갤러리
- Saint-Pierre Airport from the road; May 14, 2008
- Saint-Pierre airfield from the terminal; May 14, 2008

## 같이 보기
- 미클롱 공항